# Psychotria obtegens
Psychotria obtegens är en måreväxtart som beskrevs av Johannes Müller Argoviensis. Psychotria obtegens ingår i släktet Psychotria och familjen måreväxter. Inga underarter finns listade i Catalogue of Life.